# Article 51-2 de la Constitution de la Cinquième République française
Article 51-1 Article 52
L'article 51-2 de la Constitution de la Cinquième République française donne un fondement constitutionnel à la création de commissions d'enquête au sein des assemblées parlementaires. Cet article est entré en vigueur le 1er mars 2009.

## Texte
« Pour l'exercice des missions de contrôle et d'évaluation définies au premier alinéa de l'article 24, des commissions d'enquête peuvent être créées au sein de chaque assemblée pour recueillir, dans les conditions prévues par la loi, des éléments d'information.

La loi détermine leurs règles d'organisation et de fonctionnement. Leurs conditions de création sont fixées par le règlement de chaque assemblée. »
— Article 51-2 de la Constitution du 4 octobre 1958

## Contenu
La révision constitutionnelle du 23 juillet 2008 a constitutionnalisé les commissions d'enquête parlementaires dans son objectif de renforcer les pouvoirs du Parlement. Ces commissions existaient déjà, mais n'étaient basées que sur l'ordonnance du 17 novembre 1958 relative au fonctionnement des assemblées parlementaires. 
Les limites des commissions d'enquête sont ainsi indirectement conservées, car l'article ne rend pas inconstitutionnel l'ordonnance de 1958. Les commissions d'enquête ne peuvent par conséquent toujours pas contrôler l'action du président de la République, qui ne répond pas aux critères de l'article 24. Aussi, afin d'empêcher un mélange des pouvoirs, « si une commission a déjà été créée, sa mission prend fin dès l'ouverture d'une information judiciaire relative aux faits sur lesquels elle est chargée d'enquêter ».